# Tokiltoeton
Tokiltoeton war ein nubischer König im Reich von Nobatia, der im 6. Jahrhundert regierte.
Tokiltoeton ist hauptsächlich von einer Gründungsinschrift aus der befestigten Siedlung Ikhmindi in Unternubien bekannt, die von der Gründung eines „Bauwerks“ spricht. Die Inschrift kann in die zweite Hälfte des 6. Jahrhunderts datiert werden. Die Interpretation der Inschrift ergibt, dass mit dem „Bauwerk“ die Verteidigungsanlage der zu gründenden Stadt gemeint war.